# Silvia-Raluca Sgîrcea
Silvia-Raluca Sgîrcea (* 11. Juli 1989 in Drobeta Turnu Severin) ist eine rumänische Schachspielerin.

## Leben
Das Schachspielen lernte sie im Alter von drei Jahren von ihrem Vater. 2004 zog die Familie von Drobeta Turnu Severin nach Bukarest. Trainiert wurde sie dort von Großmeister Constantin Ionescu.
Silvia-Raluca Sgîrcea besuchte in Bukarest das zweisprachige (rumänisch/englisch) Gymnasium George Coșbuc, benannt nach dem Schriftsteller und Politiker George Coșbuc. Sie studierte von 2008 bis 2011 an der Fakultät für Finanz, Versicherung, Bank- und Börsenrecht der Wirtschaftsakademie Bukarest. Seit 2011 arbeitet sie beim rumänischen Telekommunikationsunternehmen Romtelecom und studierte gleichzeitig bis 2013 an der Fakultät für Internationale Wirtschaftsbeziehungen der Wirtschaftsakademie Bukarest.

## Erfolge
1999 gewann sie im griechischen Litochoro die Europameisterschaft der weiblichen Jugend U10 vor Anna Musytschuk. Im April 2005 gewann sie den Progresul-RATB-Cup in Bukarest. Im Juli 2009 belegte sie den geteilten dritten Platz bei der offenen bulgarischen Einzelmeisterschaft der Frauen. Im November 2009 gewann sie in Ghermănești (Ilfov) die rumänische Frauenmeisterschaft im Blitzschach vor Iozefina Paulet und Ioana-Smaranda Pădurariu. Den rumänischen Blitzschachtitel konnte sie erneut im Dezember 2012 in Bukarest gewinnen, diesmal vor Elena-Luminița Cosma. Bei derselben Veranstaltung wurde sie bei der rumänischen Frauenmeisterschaft im Lösen von Schachproblemen Zweite.
Für die rumänische Frauennationalmannschaft nahm sie an mehreren Freundschaftsvergleichen mit Bulgarien teil. Vereinsschach spielt sie in Rumänien für C.S.M. Craiova, davor spielte sie beim CSU Brașov. In Spanien spielt Sgîrcea für Equigoma Casa Social Catolica.
Seit Juni 2011 trägt Silvia-Raluca Sgîrcea den Titel Internationaler Meister der Frauen (WIM). Die Normen hierfür erzielte sie beim Trophy-Seacoast-Turnier in Eforie Nord im Juni 2007, bei der offenen bulgarischen Frauenmeisterschaft 2009 mit Übererfüllung sowie bei ihrem vierten Platz bei der rumänischen Fraueneinzelmeisterschaft im Februar 2011 in Sărata-Monteoru, ebenfalls mit Übererfüllung. Seit 2016 trägt sie auch den Titel eines FIDE-Trainers.
Ihre Elo-Zahl beträgt 2256 (Stand: Mai 2020), sie liegt damit auf dem fünften Platz der rumänischen Elo-Rangliste der Frauen. Im Oktober und November 2014 erreichte sie ihre höchste Elo-Zahl von 2302.